# Zhongluotan
Zhongluotan (kinesiska: 钟落潭) är en köping i sydöstra Kina. Den ligger i stadsdistriktet Baiyun i provinshuvudstaden Guangzhou i provinsen Guangdong, omkring 31 kilometer nordost om centrala Guangzhou. Antalet invånare är 192 322. Befolkningen består av 92 317 kvinnor och 100 005 män. Barn under 15 år utgör 12,0 %, vuxna 15-64 år 82 %, och äldre över 65 år 5,0 %.